# 織田信姫
織田 信姫（おだ のぶひめ）は、日本のバーチャルYouTuber。2018年4月13日に準備動画をアップロードし、4月15日に正式デビュー。2020年4月30日をもって引退した。

## 概要
戦国系のデザインで、名前から分かる通り織田信長がモチーフとなっている。動画をメインとしており、奇抜な動画を日々アップロードしていた。
歌動画などもアップロードしており、織田信姫が歌った「ロキ」は特に高い評価を受けている。
Activ8株式会社がプロデュースするupd8にも参加しており、登録者数は232,000人(引退時点)とupd8内でもトップクラスの登録者数となっていた。
元々はインターネット広告企業の株式会社Crannova（現在は解散）が企画・制作しており、前述の準備動画はYouTubeへアップロードされる前に、同社の社内イベントで事前お披露目されていた。

## 経歴
2018年
- 4月15日、YouTubeデビュー。
- 12月15日、新モデルを公開。

2020年
- 3月17日、4月30日をもってバーチャルYouTuberを引退することを発表した。
- 4月30日　引退配信を実施。正式に引退。

## キャラクター
戦国時代から訳あって現代へ飛んできた。現代で天下統一を果たすための手段として、バーチャルYouTuberを始める。 髪の毛はピンク色で左目の下に泣きぼくろがあり、ツンデレであることが窺える。
キャラクターデザインは玉之けだま、新3Dモデルはトミタケが担当。
神楽めあや犬山たまきなどの多くのバーチャルYouTuberと友好関係にある。犬山たまきは信姫の引退後も「戦国時代に帰った」などと彼女について言及することがある。ゲーム部プロジェクトの道明寺晴翔は彼女のことをライバル視していた。

## 出演

### テレビ番組
2018年
- VIRTUAL BUZZ TALK!（8月31日・9月7日、TOKYO MX）
- キズナアイのばん組（9月27日、BS日テレ）

### ラジオ番組
2019年
- 洲崎綾のバババババーチャル（11月30日・12月7日・12月14日、超!A&G+）